# Robert Frenay
Pour les articles homonymes, voir Frenay.
Robert Frenay est un écrivain américain. Il est l'auteur du livre Pulse: How Nature is  inspiring the technology of the 21st century (également publié sous le titre Pulse: The coming age of systems and machines inspired by living things). Il a aussi contribué à la rédaction du magazine Audubon de la Société nationale Audubon.